# 海洋基本法
海洋基本法（かいようきほんほう、平成19年4月27日法律第33号）は、日本の海洋権益に関する基本法である。
国連海洋法条約に基づく。

## 概要
海洋政策担当大臣の下に総合海洋政策本部を設置して、海洋政策を一元的に進めることや、努力義務などを定める。海洋の開発及び利用と海洋環境の保全との調和、海洋の安全の確保、海洋に関する科学的知見の充実、海洋産業の健全な発展、海洋の総合的管理、海洋に関する国際的協調について規定している。
平成19年7月20日に施行された。

### 特徴
この法案には海洋政策を積極的に進めるべく、義務または実行を促す表現が下記のように各所に見られる。
- 海洋開発、利用、環境保全については「その積極的な開発及び利用が行われなければならない」（第2条）
- 海洋産業に関して「その健全な発展が図られなければならない」（第5条）
- 法制上の措置等に関しては「法制上、財政上等の措置を講じなければならない」（第14条）

としている。

## 海洋基本計画
- 海洋資源の開発及び利用の推進
- 海洋環境の保全等
- 排他的経済水域等の開発等の推進
- 海上輸送の確保
- 海洋の安全の確保
- 海洋調査の推進
- 海洋科学技術に関する研究開発の推進等
- 海洋産業の振興及び国際競争力の強化
- 沿岸域の総合的管理
- 離島の保全等
- 国際的な連携の確保及び国際協力の推進
- 海洋に関する国民の理解の増進等

## 制定過程
平成19年（2007年）4月3日の衆議院国土交通委員会において、全会一致で可決。
平成19年（2007年）4月3日の衆議院本会議においても、賛成多数で可決。
平成19年（2007年）4月19日の参議院国土交通委員会において、賛成多数で可決。
平成19年（2007年）4月20日の参議院本会議において、賛成多数で可決し成立された。
海洋基本法は自民党・公明党・民主党・共産党・国民新党の圧倒的賛成を得て成立した。反対投票を投じたのは、社民党のみであった。